# Sunderland 'Til I Die
Sunderland 'Til I Die är en sportdokumentärserie, släppt på Netflix den 14 december 2018. Serien är producerad av Fulwell 73 och handlar om den engelska fotbollsklubben Sunderland AFC:s (SAFC)  säsong 2017–2018, vilket var året de åkte ur EFL Championship.
I ett pressmeddelande förklarade Fulwell 73 att serien skulle: "ta med publiken genom  framgångar och motgångar i SAFC:s första säsong i mästerskapet efter lagets smärtsamma nedflyttning föregående år."
Som ett resultat av framgången med den första serien bekräftades en andra säsong, trots motstånd från många klubbmedlemmar. Oron hade främst att göra med spelare som oroade sig för att deras misslyckanden i serien skulle förknippas med dem under resten av deras karriärer.

## Bakgrund
SAFC:s ordförande Ellis Short gick ursprungligen med på en omfattande film bakom kulisserna sommaren 2017 på grundval av att det skulle locka till sig potentiella investerare. SAFC hade redan varit i fokus för tidigare "flugan-på-vägg"-dokumentärer, inklusive Premier Passions 1998 (som också dokumenterade en nedflyttningssäsong) och dess Premier Pressure 1999.
Produktionsföretaget Fulwell 73 (som tidigare  producerat den hyllade fotbollsdokumentären The Class of '92 ) hade påståtts uttrycka intresse för att köpa SAFC i juni 2017. Detta  strax innan filmningen började, men drog sig tillbaka, med hänvisning till deras produktionsverksamhet. Genom att främja Sunderland 'till I Die på The Totally Football League Show i december 2018, betonade Pearlman och Turner tvivel om sanningshalten i dessa rapporter och antydde att det hade skett "mycket av två plus två lika fem [...]". Pearlman och Turner, båda SAFC-fans, talade om Roker Report-podcasten innan serien släpptes, och avslöjade att de  försökt producera material för klubben ett tag och till och med erbjudit sig att producera en DVD-skiva gratis.
Filmningen började i juni 2017 med förväntan att SAFC skulle vara redo för en uppflyttning,  det vill säga tillbaka till Premier League. Manager Chris Coleman medgav att han var obekväm med filmteamet, som redan fanns på plats när han bytte ut Simon Grayson som chef under säsongen. Coleman beskrev den ständiga uppmärksamheten som ”onaturlig”. Serien inkluderar inte en upprepning av de minnesvärda, utforskande laddade omklädningsrumsscenerna från Premier Passions, som Coleman förklarade: "Då jag verkligen satte ner foten, det var när jag sa inte jag inte ville ha någon filmning i mitt omklädningsrum. Det har hållits åtskilt".  Serien kulminerar med att klubben övertas av  av Stewart Donald efter nerflyttningen.
Premiären av den första episoden ägde rum på Sunderland Empire Theatre den 5 december 2018. Bland de som bjöds in till premiären återfanns – förutom produktionsföretaget – lokala medier, SAFC-spelare och personal samt en grupp med 200 säsongsbiljettinnehavare som valts ut slumpmässigt. Efter premiären fick deltagarna se en trailer för en andra serie.
Öppningstitlarna skapades av Alchemy Studio och har ikoner från Sunderlands industriella förflutna, med låten "Shipyards" från det Sunderland-baserade bandet The Lake Poets.
Filmning genomfördes under säsongen 2018–2019 i syfte att producera en andra säsong. I intervju med BBC Sport i februari 2019, sade Turner att de hade fått större tillgång sedan ägarbytet.

## Episoder
| Säsong | Avsnitt | Datum            |
| ------ | ------- | ---------------- |
| 1      | 10      | 14 december 2018 |
| 2      | 6       | 1 april 2020     |

### Säsong 1 (2018)
| Nr | Titel                    | Innehållande matcher | Innehåll | Släpptes         |
| -- | ------------------------ | --- | --- | ---------------- |
| 1  | "Blinded by the Light"   | Sunderland 0–5 Celtic | Sunderland börjar en ny säsong i Championship efter att man året innan blivit nedflyttade från Premier League.                                                                                                  | 14 december 2018 |
| 2  | "We Can't Walk Away"     | Sunderland 1–1 Derby County / Norwich City 1–3 Sunderland / Bury 0–1 Sunderland / Carlisle United 1–2 Sunderland / Sheffield Wednesday 1–1 Sunderland / Sunderland 0–2 Leeds United / Barnsley 3–0 Sunderland | Efter en bra start av den nya säsongen visar sig att truppbredd är viktigt. Med lite pengar så skriker laget efter hjälp under transferfönstret.                                                                | 14 december 2018 |
| 3  | "Plastic Shoes"          | Sunderland 1–2 Sheffield United / Sunderland 0–1 Nottingham Forest / Ipswich Town 5–2 Sunderland / Brentford 3–3 Sunderland / Sunderland 3–3 Bolton                                                           | Stor frustration runt spelarna och supportrarna uppkommer efter att laget fallit ner till nedflyttningsplats vilket lämnar tränaren Simon Grayson i en väldigt tuff situation.                                  | 14 december 2018 |
| 4  | "Rocking and Rolling"    | Middlesbrough 1–0 Sunderland / Sunderland 2–2 Millwall / Burton Albion 0–2 Sunderland / Sunderland 1–0 Fulham                                                                                                 | En stor skakning skapar nytt hopp till Stadium of Light men när julen närmar sig försöker laget fortfarande ta sin första vinst för året.                                                                       | 14 december 2018 |
| 5  | "Sticking Plasters"      | Sunderland 0–1 Barnsley / Birmingham City 3–1 Sunderland | Vintertransferfönstret visar sig vara tufft när ägarna vägrar att lägga in pengar i klubben och en väldigt viktig spelare skriver på ett nytt dyrt kontrakt.                                                    | 14 december 2018 |
| 6  | "No Guarantees"          | Bristol City 3–3 Sunderland / Sunderland 0–2 Brentford / Bolton 1–0 Sunderland / Sunderland 3–3 Middlesbrough                                                                                                 | Skador kommer till laget när man försöker undvika nedflyttningsplatsen, men en viktig spelare kommer in igen till startelvan och ger lite nytändning.                                                           | 14 december 2018 |
| 7  | "Changing the Landscape" | Millwall 1–1 Sunderland / Sunderland 0–3 Aston Villa / Derby County 1–4 Sunderland / Sunderland 1–2 Burton Albion                                                                                             | Stor desperation börjar komma då ligan snart är slut. Ett välbekant ansikte återvänder, fast i motståndarnas kläder samtidigt som en tillfällig spelare gör ett stort misstag.                                  | 14 december 2018 |
| 8  | "A Fresh Start"          | Sunderland 3–0 Wolves | Med en hel organisation med en stor uppförsbacke så kommer tränare, spelare och arbetare att behöva se över sin framtiden samtidigt som supportrarna lovar att stå bakom dem för alltid oavsett vad som händer. | 14 december 2018 |

### Säsong 2
| Nr | Titel                        | Innehållande matcher             | Innehåll | Släpptes     |
| -- | ---------------------------- | -------------------------------- | --- | ------------ |
| 1  | "A Role in the Renaissance"  | Sunderland 2–1 Charlton Athletic | Nya ägaren Stewart Donald och sportchefen Charlie Methven börjar den tuffa utmaningen att få klubben ur den finansiella katastrof man befinner sig i, samtidigt som man får resultat på planen.                                  | 1 april 2020 |
| 2  | "The Old-Fashioned Way"      | TBA                              | Stewart blir frustrerad över agenters inblandning under klubbens kontraktförhandlingar med viktiga spelare, även unga spelare som Josh Maja.                                                                                     | 1 april 2020 |
| 3  | "Pride, Passion and Loyalty" | TBA                              | Mitt under allt bekymmer så lägger Charlie Methven fram en aggressiv marknadsföringsplan med målet att uppnå den största atmosfären (flest supportrar) i League One's historia.                                                  | 1 april 2020 |
| 4  | "Playing Poker"              | TBA                              | I det stora behovet av en ny anfallare så får Stewart kämpa hårt mot klockan för att skriva kontrakt med en viktig spelare under januarifönstret. Allt i hopp för att uppnå det slutgiltiga målet med säsongen, en uppflyttning. | 1 april 2020 |
| 5  | "The Time for Men"           | TBA                              | Laget tar sig till en pokal final på Wembley Stadium vilket ger stor stolthet och spänning för de tålmodiga supportrarna som rest långt till London.                                                                             | 1 april 2020 |
| 6  | "Football Is Life"           | TBA                              | Ett stort fokus på uppflyttning gör att spelarna, ledningen och supportrarna alla är nervösa eftersom ingen av dem vill vara i League One en säsong till.                                                                        | 1 april 2020 |

## Mottagande
Serien har varit rosad av kritikerna. 
Luis Miguel Echegaray, som granskade serien för Sports Illustrated, jämförde den med Allt eller ingenting: Manchester City och skrev:
| "Projektet sammanfattar perfekt den kulturella betydelsen av stadens relation med dess stolta, arbetarklassupportrar. Som ett resultat är Sunderland 'Til I Die, trots klubbens svårigheter, en nivå över resten". |

Alex Hess skrev för The Independent och även han gjorde jämförelser med Allt eller ingenting: Manchester City. Detta tyder på att till skillnad från den "konstiga intetsägande affären" som följde Manchester Citys oöverträffade framgång, gjorde det dystra misslyckandet i SAFC:s säsong istället "triumferande TV".
Den Newcastle-baserade Evening Chronicle gav serien en positiv femstjärnig recension och beskrev serien som "så mycket mer än bara en berättelse om ve" och berömde showens fokus på fansen. Barry Glendenning skrev för The Guardian och beskrev den som en "underbar serie" som: "samtidigt visar upp allt som är rätt och fel med engelsk fotboll". Jack Fox i tunnelbanan sa att "ibland är det mer underbart än Game of Thrones men det är en serie som är värd att ta fram och se."  Daily Telegraph gav den fyra av fem stjärnor och beskrev den som en "upplyftande berättelse", medan The Wall Street Journal beskrev den som "superb".
Phil Smith skrev en recension för Sunderland Echo (den lokala tidningen för Sunderland-området) och uttryckte besvikelse över bristen på något avslöjande eller explosivt i serien och ansåg installationen av Sunderland som ett område med postindustriell fattigdom lite tvingat i inledande avsnitt. Ändå beskrev han det som "ett vackert och fundamentalt sant verk".